# Teenage Cave Man
Pour plus de détails, voir Fiche technique et Distribution.
Teenage Cave Man est un film américain réalisé par Roger Corman, sorti en 1958.

## Synopsis
Une tribu d'hommes des cavernes tente de survivre dans une terre désolée. Il y a de l'autre côté de la rivière un environnement verdoyant mais la religion dictée par les "sages" interdit de la franchir en précisant que l'autre rive est habité par des dieux hostiles. Un jeune homme de la tribu décide de défier la loi et de traverser la rivière pour faire face aux «dieux», une première expédition menée avec trois autres jeunes hommes se traduit par la mort de l'un d'entre eux, tandis que les deux autres laissent le rebelle seul, celui-ci ne tarde pas à être en danger mais est sauvé par son père venu le récupérer. Le jeune homme est jugé par les "sages" il échappe à la mort mais ne doit parler à personne avant sa majorité, le père lui, est démis de ses fonctions de sorcier.   
À sa majorité le jeune homme accepte d'obéir à la loi, et prend femme, mais très vite il se renie et traverse à nouveau la rivière, une nouvelle fois son père part à sa recherche, tandis que le nouveau sorcier emmène plusieurs hommes à leur poursuite. Le jeune homme rejoint par son père voit arriver devant eux un monstre (le fameux dieu de la légende), ils ne savent quelle attitude adopter, mais le sorcier le tue avec une pierre. Ils découvrent alors que le monstre est en fait un humanoïde protégé par une carapace. En fouillant sur son cadavre ils découvrent un livre (qu'ils ne comprennent évidemment pas). On comprend alors que l'action se situe après une guerre atomique et que les hommes préhistoriques et les humanoïdes sont les seuls survivants d'un holocauste nucléaire.  

## Fiche technique
- Titre français : Teenage Cave Man
- Producteurs : Samuel Z. Arkoff, Roger Corman, James H. Nicholson
- Réalisation : Roger Corman
- Scénario : R. Wright Campbell
- Photographie : Floyd Crosby
- Musique : Albert Glasser
- Montage : Irene Mora
- Pays d'origine : États-Unis
- Genre : science-fiction
- Date de sortie : 1958

## Distribution
- Robert Vaughn : l'adolescent rebelle, fils du sorcier
- Darah Marshall : La jeune fille blonde qui sera la femme de l'adolescent rebelle
- Leslie Bradley : Le sorcier (le créateur de symbole)
- Frank DeKova : Le barbu
- Jonathan Haze : Le garçon aux cheveux bouclés
- Ed Nelson : Membre de la tribu blond
- June Jocelyn : La femme du sorcier